# Rapana (Indonesië)
Rapana is een bestuurslaag in het regentschap Pidie van de provincie Atjeh, Indonesië. Rapana telt 816 inwoners (volkstelling 2010).